# انتونیو لوپز هررانز
انتونیو لوپز هررانز (انگلیسی: Antonio López Herranz; ۴ مهٔ ۱۹۱۳ – ۲۹ سپتامبر ۱۹۵۹) بازیکن فوتبال اهل اسپانیا بود.
از باشگاه‌هایی که در آن بازی کرده‌است می‌توان به باشگاه فوتبال هرکولس، باشگاه فوتبال آمریکا، و باشگاه فوتبال رئال مادرید اشاره کرد.
وی در مسابقات کشوری و بین‌المللی در مجموع برندهٔ ۱ مدال طلا شده‌است.